# ハーバート・S・マーティン
ハーバート・S・マーティン(Hubert S. Martin 、生年不詳 - 1938年2月11日)は、スカウト運動の指導者。1920年から没年までボーイスカウト国際事務局（現世界スカウト機構）の初代局長を務めた。また、外務・英連邦省の公文書送達吏(Kings messenger)を務め、その功績からコマンダーの位に叙された。

## 生涯
1898年に外務・英連邦省に入省。1916年に主任旅券官に就任。ナチ政権によるイングランド侵攻計画の中で、ヴァルター・シェレンベルクはマーティンのことを「半ユダヤ人」と言及している。
マーティンはボーイスカウト英国連盟の初期の従事者であった。彼はベーデン＝パウエルの指導者として1919年の第一回ウッドバッジ・コースに参加した。英国連盟国際委員会に奉職している間に、マーティンは国際事務局の局長（現在の世界スカウト機構事務局長にあたる）に就任することとなった。
ボーイスカウト国際委員会（現・世界スカウト委員会）は1920年にロンドンのオリンピアで行われた第一回世界ジャンボリーに代表を派遣した31か国のスカウト連盟によって創設された。 委員会はロンドン市バッキンガム宮殿通り25に置かれ、マーティンは初代名誉委員長となった。

## 著書
- Scouting in Other Lands, 1926